# دوري ماكاو لكرة القدم 2012
دوري ماكاو لكرة القدم 2012 هو الموسم 29 من دوري ماكاو لكرة القدم. أقيم خلال الفترة 6 يناير 2012 وحتى 10 يونيو 2012، وأشرف على تنظيمه الاتحاد الآسيوي لكرة القدم، وكان عدد الأندية المشاركة فيه 10، وفاز فيه Windsor Arch Ka I ‏.